# Neuseeländische Frauen-Cricket-Nationalmannschaft in England in der Saison 1954
Die Tour der neuseeländischen Frauen-Cricket-Nationalmannschaft nach England in der Saison 1954 fand vom 12. Juni bis zum 27. Juli 1954 statt. Die internationale Cricket-Tour war Bestandteil der Internationalen Cricket-Saison 1954 und umfasste drei WTests. England gewann die Serie 1–0.

## Vorgeschichte
Das letzte Aufeinandertreffen der beiden Mannschaften war in der Saison 1948/49 in Neuseeland.

## Stadien
Die folgenden Stadien wurden für die Tour ausgewählt.
| Stadion            | Stadt     | Kapazität | Spiele   |
| ------------------ | --------- | --------- | -------- |
| Headingley Stadium | Leeds     |           | 1. WTest |
| The Oval           | London    |           | 3. WTest |
| Worcester          | Worcester |           | 2. WTest |

## Kaderlisten
Die folgenden Kader kamen bei der Tour zum Einsatz.
| WTest | WTest |
| England | Neuseeland |
| --- | --- |
| - Molly Hide (K) - Betty Birch - Jean Cummins - Mary Duggan - Kay Green - Helene Hegarty - Polly Marshall - Barbara Murrey - Mary Johnson - Anne Sanders - Hazel Sanders - Joan Westbrook (wk) - Joan Wilkinson | - Rona McKenzie (K) - Peg Batty - Phyl Blackler - Jean Coulston - Verna Coutts - Joyce Currie - Vi Farrell (wk) - Joan Francis - Joan Hatcher - Ina Lamason - Joy Lamason - Ann Mitchell - Eris Paton - Joyce Powell (wk) - Mary Rouse - Betty Sinclair |

## Tests

### Erster WTest in Leeds
| 12. – 14. Juni Scorecard | Leeds | Neuseeland 144 (110.5) & 104 (64) | – | England 154 (73.1) & 95-4 (45.4) |
|                          |       | England gewinnt mit 6 Wickets     |   |                                  |

Neuseeland gewann den Münzwurf und entschied sich als Schlagmannschaft zu beginnen.

### Zweiter WTest in Worcester
| 3. – 6. Juli Scorecard | Worcester | England 112 (41.5) & 288-7d (94) | – | Neuseeland 63 (48.5) & 174-6 (134) |
|                        |           | Remis                            |   |                                    |

England gewann den Münzwurf und entschied sich als Schlagmannschaft zu beginnen.

### Dritter WTest in London
| 24. – 27. Juli Scorecard | London (Oval) | England 281 (98) | – | Neuseeland 186 (96.3) |
|                          |               | Remis            |   |                       |

England gewann den Münzwurf und entschied sich als Schlagmannschaft zu beginnen.

## Statistiken
Die folgenden Cricketstatistiken wurden bei dieser Tour erzielt.
| Tests            | Tests      | Tests   | Tests   | Tests   | Tests   | Tests   | Tests   | Tests   |
| Batting          | Batting    | Batting | Batting | Batting | Batting | Batting | Batting | Batting |
| Spieler          | Mannschaft | Spiele  | Innings | Runs    | Average | HS      | 100s    | 50s     |
| ---------------- | ---------- | ------- | ------- | ------- | ------- | ------- | ------- | ------- |
| Wilkie Wilkinson | England    | 3       | 5       | 185     | 46,25   | 62      | 0       | 2       |
| Barbara Murrey   | England    | 3       | 5       | 161     | 40,25   | 62      | 0       | 2       |
| Phyl Blackler    | Neuseeland | 3       | 5       | 144     | 28,80   | 46      | 0       | 0       |
| Molly Hide       | England    | 3       | 5       | 139     | 27,80   | 64      | 0       | 1       |
| Betty Birch      | England    | 3       | 5       | 130     | 32,50   | 83*     | 0       | 1       |
| Bowling          |            |         |         |         |         |         |         |         |
| Spieler          | Mannschaft | Spiele  | Overs   | Wickets | Average | BBI     | 5W      | 10W     |
| Mary Duggan      | England    | 3       | 126.1   | 13      | 12,69   | 4/15    | 0       | 0       |
| Joan Francis     | Neuseeland | 3       | 80.0    | 12      | 18,83   | 4/72    | 0       | 0       |
| Helene Hegarty   | England    | 3       | 102.0   | 11      | 12,54   | 5/48    | 1       | 0       |
| Molly Hide       | England    | 3       | 72.0    | 6       | 12,33   | 3/23    | 0       | 0       |
| Rona McKenzie    | Neuseeland | 3       | 47.0    | 6       | 16,83   | 4/18    | 0       | 0       |